# Al Hussein-moskén
Al Hussein-moskén (arabiska: جامع سيدنا الحسين) ligger i historiska Kairo, de äldsta delarna av centrala Kairo, Egypten. Moskén har getts namn efter Husayn ibn Ali, dotterson till profeten Muhammed och vars huvud enligt Fatimiderna tros vara begravd i moskén.
Den färdigställdes år 1154 och ligger i direkt anslutning till basaren Khan el Khalili.

## Bildgalleri

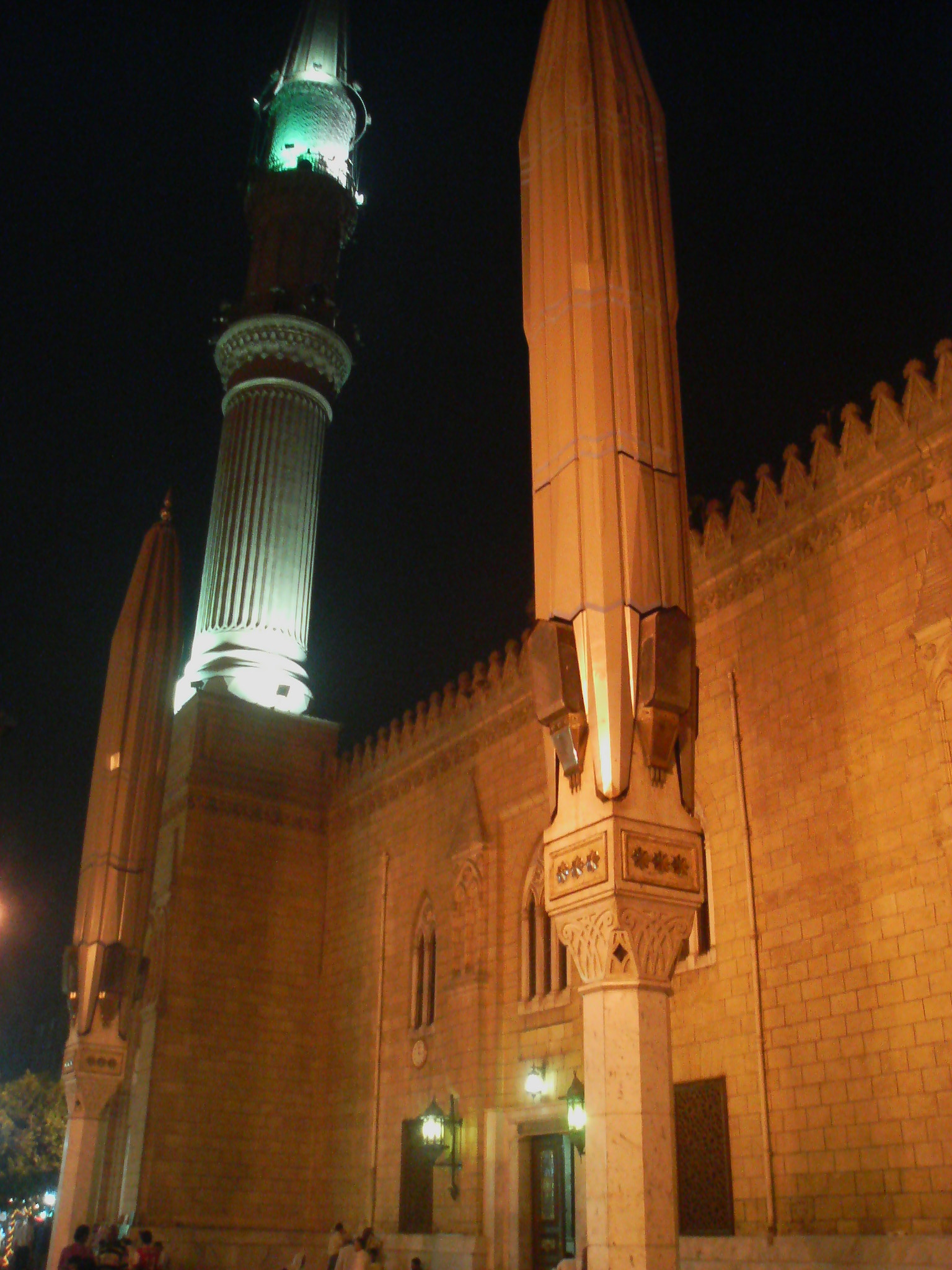
Minaret i Al Hussein-moskén
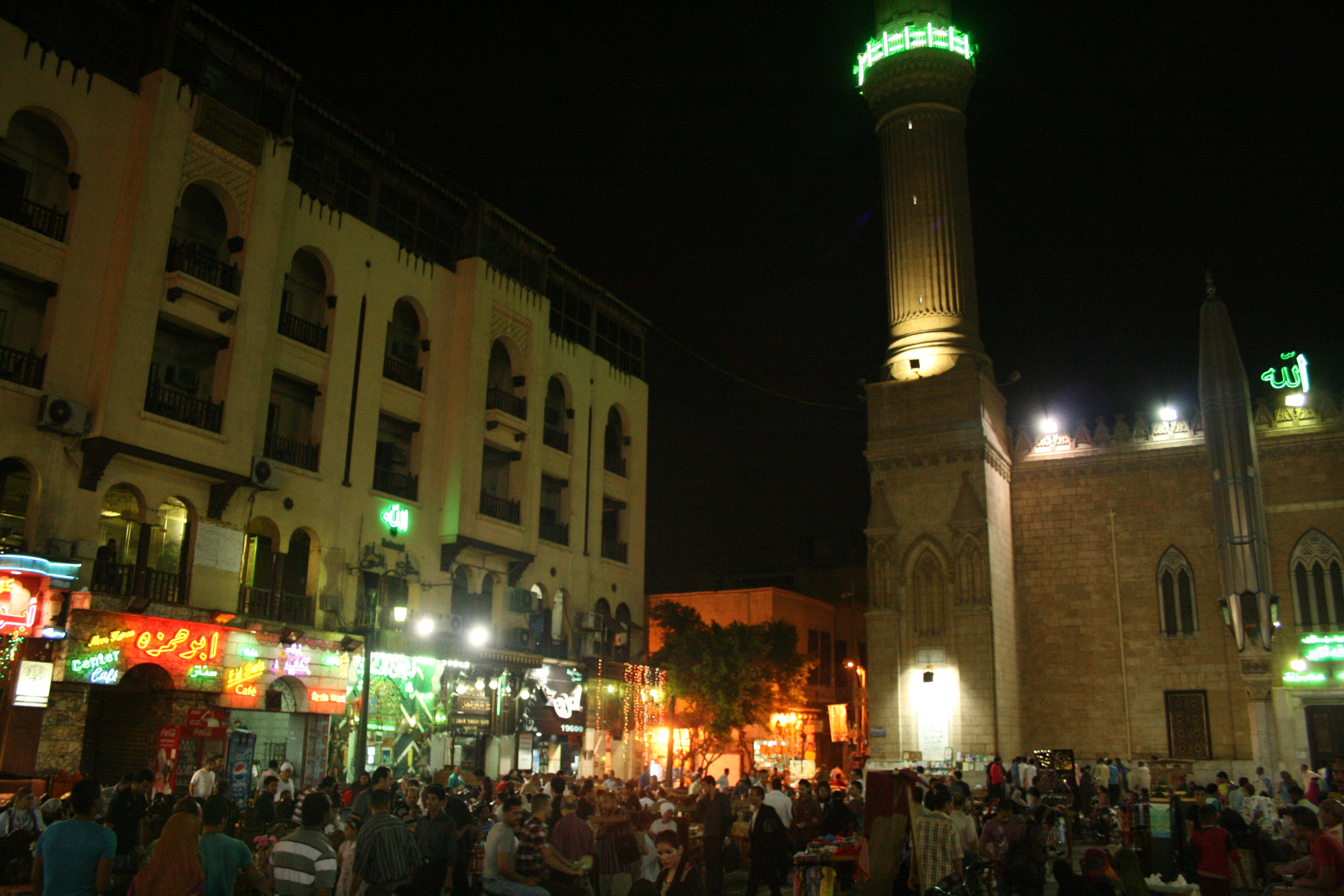
Moskén och basarområdet
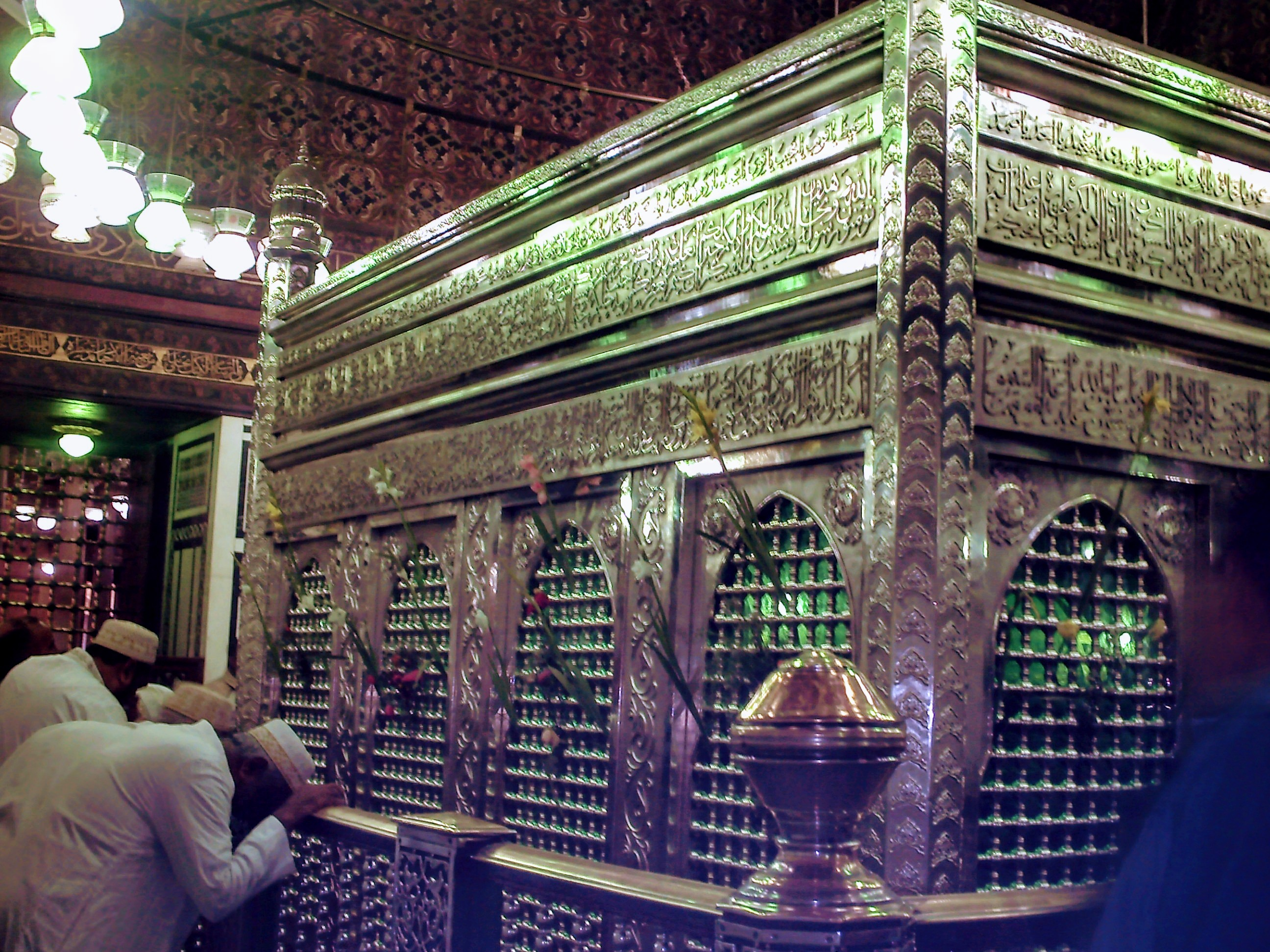
Skrinet med Husayn ibn Alis huvud
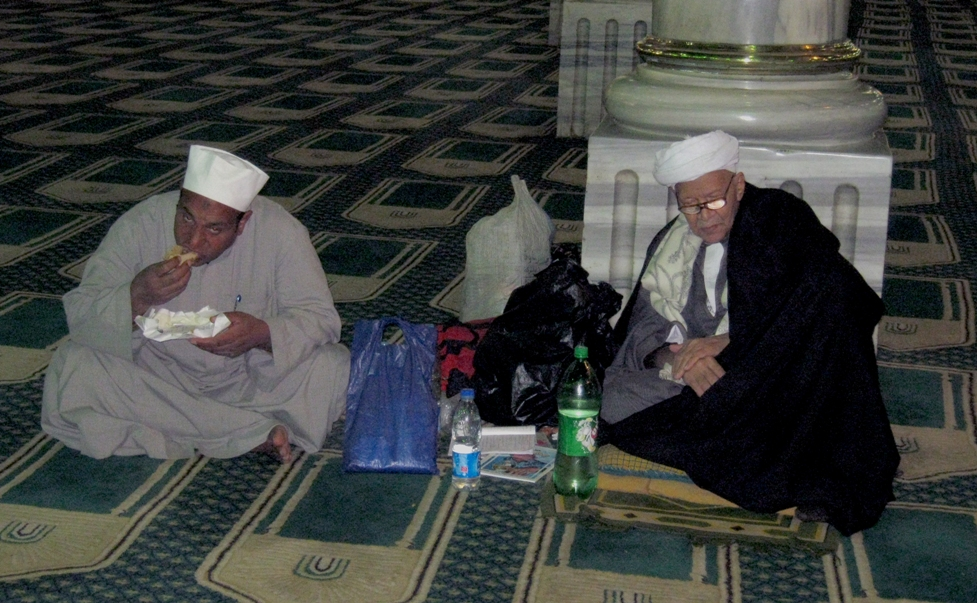
I Hussein-moskén